# 제임스 웡 호우

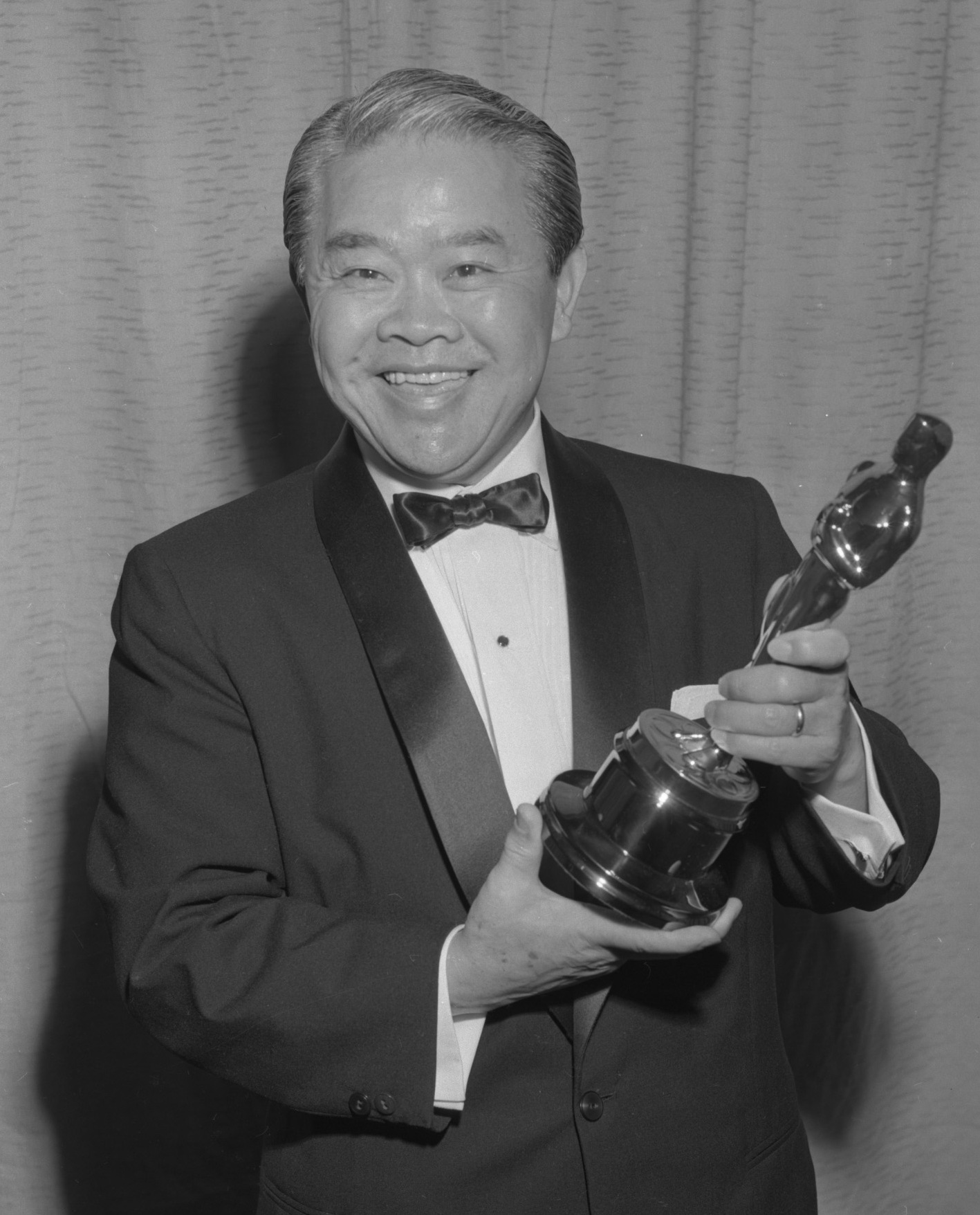

제임스 웡 호우(James Wong Howe, 제임스 웡 하우, Wong Tung Jim, 黃宗霑, 1899년 8월 28일 – 1976년 7월 12일)는 중국에서 태어난 미국인 촬영가이다. 130편 이상의 영화를 작업했다. 1930년대와 1940년대에 혁신적인 촬영 기법으로 인해 헐리우드의 가장 잘 나가는 촬영가들 중 한 명이었다.

## 협업자
- 존 크롬웰
- 빅터 플레밍
- 하워드 호크스
- 폴 뉴먼
- 시드니 올콧
- 데이비드 O. 셀즈닉
- W. S. 밴다이크
- 라울 월쉬

## 참여 작품
- 피터 팬 (1924년 영화)
- 소렐과 아들
- 베이비 페이스 (영화)
- 맨하탄 멜로드라마
- 그림자 없는 남자 (영화)
- 마크 오브 더 뱀파이어
- 영광의 결전
- 젠다성의 포로 (1937년 영화)
- 톰 소여의 모험 (1938년 영화)
- 환타지아 (영화)
- 일리노이의 에이브 링컨
- 킹스 로우
- 성조기의 행진
- 에어포스 (영화)
- 행맨 올소 다이!
- 노스 스타 (1943년 영화)
- 마르세이유 가는 길
- 오브젝티브 버마
- 추적 (1947년 영화)
- 육체와 영혼 (1947년 영화)
- 미스터 브랜딩스
- 피크닉 (1955년 영화)
- 장미 문신
- 성공의 달콤한 향기
- 사랑의 비약
- 허드 (1963년 영화)
- 세컨즈 (영화)
- 옴브레
- 마음은 외로운 사냥꾼 (1968년 영화)
- 몰리 맥과이어스 (영화)
- 바브라 스트라샌드의 갈채